# Doris Maletzki
Doris Maletzki (née le 11 juin 1952 à Salzwedel) est une athlète allemande spécialiste du 200 mètres.
Concourant sous les couleurs de la République démocratique allemande dans les années 1970, elle remporte la médaille d'or du relais 4 × 100 mètres lors des Championnats d'Europe 1974 de Rome aux côtés de ses coéquipières Renate Stecher, Christina Heinich et Bärbel Eckert. Sélectionnée pour les Jeux olympiques de 1976 dans l'équipe du relais 4 × 400 mètres, Doris Maletzki associée à Brigitte Rohde, Ellen Streidt et Christina Brehmer monte sur la plus haute marche du podium en établissant un nouveau record du monde de la discipline en 3 min 19 s 23.
Doris Maletzki était licenciée au SC Dynamo Berlin.

## Palmarès
| Date | Compétition           | Lieu     | Place | Discipline |
| ---- | --------------------- | -------- | ----- | ---------- |
| 1974 | Championnats d'Europe | Rome     | 1re   | 4 × 100 m  |
| 1976 | Jeux olympiques       | Montréal | 1re   | 4 × 400 m  |